# فرودگاه آبی دریاچه استانتون
فرودگاه آبی دریاچه استانتون (به انگلیسی: Staunton Lake Water Aerodrome) یک فرودگاه همگانی است که یک باند فرود آب دارد. این فرودگاه در کشور کانادا قرار دارد و در ارتفاع ۴۱۶ متری از سطح دریا واقع شده است.